# Erigone rutila
Erigone rutila là một loài nhện trong họ Linyphiidae.
Loài này thuộc chi Erigone. Erigone rutila được Alfred Frank Millidge miêu tả năm 1995.